# Once Were Warriors - Una volta erano guerrieri
(Beth)
Once Were Warriors - Una volta erano guerrieri (Once Were Warriors) è un film del 1994 diretto da Lee Tamahori ed interpretato da Rena Owen e Temuera Morrison. Il film, liberamente tratto dal romanzo Erano guerrieri di Alan Duff, denuncia, in maniera brutale e realistica, le condizioni di degrado di molte famiglie disagiate residenti nella periferia di Auckland, in Nuova Zelanda, la maggior parte delle quali di etnia maori.
Come già accaduto per i nativi americani, o per gli aborigeni australiani, i protagonisti sono segnati da un destino di alcolismo e ghettizzazione, relegati in fatiscenti periferie, lasciati soli a incattivirsi e a sbranarsi l'un l'altro.

## Trama
Jake Heke ha un'indole molto aggressiva aggravata dal suo alcolismo cronico, difatti è soprannominato "Jake la Furia" e quasi ogni giorno è coinvolto in feroci risse da bar. Beth è una fiera discendente di una nobile stirpe di guerrieri maori, che per amore di Jake, discendente invece da una stirpe di poveri schiavi, ha tagliato i ponti con la sua gente. Sono sposati da 18 anni; lui la riempie di botte e la costringe a vivere nel degrado sottoproletario di Auckland, eppure lei continua ad amarlo.
Ma ad un tratto la situazione precipita, coinvolgendo anche i loro figli: Nig, il primogenito, se ne va di casa e si unisce ad una pericolosa gang di strada, "Boogie", il secondogenito, a seguito di un furto compiuto con un gruppo di teppisti, viene mandato in un centro di assistenza sociale e Grace, la terzogenita, si suicida dopo esser stata violentata dal fratello di Jake, "zio Bully". Beth capisce allora che è giunto il momento di cambiare vita.

## Distribuzione
Il film venne presentato al Festival di Venezia il 2 settembre 1994, venne poi presentato nei seguenti paesi:
- Canada: 11 settembre 1994 (Toronto International Film Festival)
- Australia: 8 dicembre 1994
- Italia: 13 gennaio 1995
- Portogallo: febbraio 1995 (Fantasporto Film Festival)
- Svizzera: 3 febbraio 1995 (Regione di lingua italiana)
- Paesi Bassi: 9 febbraio 1995
- Danimarca: 17 febbraio 1995
- USA: 24 febbraio 1995 (New York City, New York) - 3 marzo 1995
- Spagna: 8 marzo 1995
- Regno Unito: 14 aprile 1995
- Svizzera: 12 maggio 1995 (Regione di lingua tedesca)
- Argentina: 18 maggio 1995
- Francia: 5 luglio 1995
- Corea del Sud: 5 agosto 1995
- Finlandia: 25 agosto 1995
- Svizzera: 28 agosto 1995 (Regione di lingua francese)
- Germania: 14 settembre 1995
- Grecia: 22 settembre 1995
- Giappone: 23 settembre 1995
- Portogallo: 6 ottobre 1995
- Polonia: 12 ottobre 1995
- Svezia: 13 ottobre 1995
- Ungheria: 5 settembre 1996
- Turchia: 22 agosto 1997[1]

## Accoglienza

### Incassi
Nel 1995 il film incassò in Nuova Zelanda 6.795.000 NZD.

### Critica
- Lee Tamahori ha il senso dei tempi drammatici nel dirigere film e attori. Vi unisce la sincera denuncia di un abbandono metropolitano e di un culto anacronistico della forza fisica.(Roberto Nepoti - La Repubblica)
- Ci si emoziona, si soffre, si parteggia, si tira un mezzo sospiro di sollievo. Tamahori possiede il dono di una grande immediatezza narrativa, tiene il voltaggio della tensione fino allo spasimo. Rena Owen, con la sua faccia scolpita nel legno, offre ai movimenti della storia un personale contributo di rabbia, dedizione, espressività. (Maurizio Porro - Corriere della Sera)
- Dramma socialfamiliare ambientato fra i Maori inurbati della desolata periferia di Auckland, questo film neozelandese tratto dall'omonimo best seller di Alan Duff (edito da Frassinelli), arriva sui nostri schermi forte dell'ottima accoglienza ricevuta in vari festival internazionali, da Venezia a Montreal; e del record di incassi in patria dove ha battuto Jurassic Park e Lezioni di piano. Un bel successo per l'esordiente regista Lee Tamahori che, al contrario della connazionale Jane Campion, preferisce abbeverarsi alle fonti culturali autoctone piuttosto che a quelle dei colonizzatori inglesi: riallacciandosi a una tradizione cinematografica che risale al 1914, quando apparve il primo lungometraggio neozelandese ispirato per l'appunto a un soggetto maori. (Alessandra Levantesi - La Stampa)
- Once Were Warriors - Una volta erano guerrieri, ora invece passano la maggior parte del tempo devastandosi con l'alcol. Sono i Maori, gli indigeni della grande isola di Aotearoa, già fierissimi antagonisti dei colonizzatori inglesi che conquistarono la loro terra ribattezzandola con il nome di Nuova Zelanda. Il film di Lee Tamahori parla del loro abbrutito presente, della perdita progressiva e inarrestabile delle loro radici. Periferia di Auckland, una delle principali città del paese. Un immenso cartello pubblicitario promette cieli limpidi e natura incontaminata, proprio quello che ci aspetteremmo di vedere nell'isola degli antipodi. (Luigi Paini - Il Sole 24 Ore)

## Riconoscimenti
- 1994 - New Zealand Film and TV Awards
  - Miglior film a Robin Scholes
  - Miglior regia a Lee Tamahori
  - Miglior performance maschile in un ruolo drammatico a Temuera Morrison
  - Miglior performance maschile giovanile a Taungaroa Emile
  - Miglior performance femminile giovanile a Mamaengaroa Kerr-Bell
  - Miglior montaggio a Michael J. Horton
  - Migliore sceneggiatura a Riwia Brown
  - Miglior colonna sonora a Murray Grindlay e Murray McNabb
- 1994 - San Diego International Film Festival
  - Festival Award a Rena Owen
- 1994 - Festival di Venezia
  - Premio Anica Flash a Lee Tamahori
- 1995 - Australian Film Institute
  - Miglior film straniero a Robin Scholes

- 1994 - Montreal World Film Festival
  - Miglior attrice a Rena Owen
  - Grand Prix des Amériques a Lee Tamahori
  - Premio della giuria a Lee Tamahori
  - Premio del pubblico a Lee Tamahori
- 1995 - Fantasporto
  - Premio della critica - menzione speciale a Lee Tamahori
  - International Fantasy Film Award a Rena Owen
  - Nomination International Fantasy Film Award a Lee Tamahori
- 1995 - Rotterdam International Film Festival
  - Premio del pubblico a Lee Tamahori
- 1996 - Chicago Film Critics Association Awards
  - Nomination CFCA Award a Rena Owen

## Sequel
Nel 1996 Alan Duff scrisse un sequel del romanzo, intitolato What Becomes of the Broken Hearted?, da cui venne tratto un film dal titolo omonimo, conosciuto in Italia come Once Were Warriors 2 - Cinque anni dopo, diretto da Ian Mune.

## Curiosità
- Il nome del rapper milanese Jake La Furia, dei Club Dogo, è ripreso dall'omonimo personaggio del film.